# Tango (Unternehmen)
Tango ist ein luxemburgisches Telekommunikationsunternehmen sowie Mobilfunknetzbetreiber, Festnetz- und IPTV-Anbieter. Er wurde 1998 gegründet und gehört seit 2008 zu Proximus, ehemals Belgacom.
Tango betreibt zwei GSM-Netze (900/1800 MHz), die zusammen 99,9 Prozent der Fläche Luxemburgs abdecken, und ein UMTS-Netz, das 70 Prozent der Fläche und 90 Prozent der Bevölkerung Luxemburgs (darunter Stadt Luxemburg und Stadt Esch) abdeckt (Stand 2005). Das UMTS-Netz unterstützt HSDPA mit Downloadraten bis zu 7,2 MBit/s.
Tango hat nach eigenen Angaben mehr als 276.000 Kunden. Seit März 2009 kooperiert Tango mit Vodafone. Tango konkurriert in Luxemburg mit der Post Luxembourg (ehem. LuxGSM) und Orange (ehem. VoxMobile).
Im März 2000 startete Tango ein GSM-Netz in Liechtenstein, das im Dezember 2009 an Unify Nederland BV verkauft wurde und mittlerweile in deren Schweizer Provider-Tochter in&phone aufging bzw. komplett aufgelöst wurde.
Generaldirektor ist Didier Rouma.